# 北條俊正
北條 俊正（ほうじょう としまさ、1974年10月29日 - ）は、日本の映像作家、写真家、小説家。株式会社ブロッサムレポート代表取締役社長。

## 来歴
大阪芸術大学で映像制作を学ぶ。同大学大学院で助手を勤めていた2002年に、映画監督で同大学教授だった中島貞夫との会話の中で、自身の作品の企画を披露したことがきっかけで、大阪芸術大学とKBS京都、サンテレビ、テレビ神奈川の産学連携のテレビドラマ、『ニトナツ〜恋も仕事も〜』（2003年）の企画が生まれ、同作品の監督を務める。
ニトナツ以降も、産学協同ドラマとしてシリーズ化され、北條は、第4作『お宝デイズ』（2006年）までの監督を務める。第2作『ヒナの魂』（2004年）では、2005年5月25日発売の小説版の執筆も手がけた。
2006年、映像制作、編集プロダクションの、株式会社ブロッサムレポートを設立。
2010年から、VOCALOIDを用いた作品をネット上で発表しているクリエイターらを取材した地上波初のVOCALOID専門番組の企画として始まった『VOCALO Revolution（ボカロレボリューション）』に、製作委員会代表幹事として携わる。また、同時期以降、写真家としてネットでダンスの動画を発表する少女たちを取材する機会が増える。
『VOCALO Revolution』については、企画が始まった当時の北條は、ネットの創作文化には明るくなく、翌2011年1月に放送されたテレビ番組では各局のコンセンサスをとったり、外回り営業などを担当したが、次第にネット上で活躍する人々に強い関心を抱くようになり、ボカロレボリューション製作委員会の企画として、VOCALOIDで音楽作品を発表する女子高校生を主人公にした小説『拝啓、あなたはボーカロイドを知っていますか?』を執筆し、2012年5月19日に発売した。2014には、玄光社の雑誌「月刊フォトテクニックデジタル」3月号より「全国美少女行脚」の連載を開始、翌2015年3月にDVD『全国美少女行脚 〜snsで見つからない、オフラインの少女達〜』をリリースした。

## 主な作品

### 監督作品
- 『ニトナツ〜恋も仕事も〜』（テレビドラマ、2003年）
- 『ヒナの魂』（テレビドラマ、2004年）
- 『探偵オブマイハート』（テレビドラマ、2005年）
- 『お宝デイズ』（テレビドラマ、2006年）
- 『ノー スポンサード』（映画、2010年）
- 『全国美少女行脚 〜snsで見つからない、オフラインの少女達〜』（DVD、2015年）

### 著書

#### 小説
- 『ヒナの魂』、角川書店、2005年5月25日発売、ISBN 978-4043783014
- 『拝啓、あなたはボーカロイドを知っていますか?』、廣済堂出版、2012年5月19日発売、ISBN 978-4331516300

#### 写真集
- 『音楽とセシル』、ヤマハミュージックメディア、2011年2月28日発売、ISBN 978-4636866667
- 『D-GIRLS 〜ソーシャルメディアの踊り手たち〜』、玄光社、2012年4月11日発売、ISBN 978-4768303702